# Tânia Maria
Tânia Maria (São Luís, 1948. május 9. –) brazíl énekesnő, zongorista, színésznő, dalszerző, zenekarvezető. Portugálul és angolul énekel. Brazil karakterű zenéje többnyire vokális; pop, szamba, bossanova, afro-latin, vagy/és fúziós dzsessz.

## Pályafutása
A brazíliai Maranhão állambeli São Luísban született. hétévesen kezdett zongorázni. Az édesapja által szervezett profi zenészekből álló zenekara első díjat nyert egy  háziversenyen. Édesapja, aki fémmunkás, tehetséges gitáros és énekes volt, bíztatta, hogy zongorázzon jam sessionjein, ahol magába szívhatja a szamba, a dzsessz, a popzene és a brazil chorinho ritmusait és dallamait.
Tânia Maria jogot és romanisztikát is tanult. Hamarosan férjhez ment, gyerekei születtek.
Tânia Maria első albuma, az Apresentamos az 1969-ben jelent meg Brazíliában, ezt követte az Olha Quem Chega 1971-ben. de 1974-ben - Párizsba költöztekor - robbant be a nemzetközi színtérre. Egy ausztráliai koncerten lenyügöző zenei precizitása és szabadon szárnyaló szelleme felkeltette az amerikai gitáros, Charlie Byrd figyelmét, és Carl Jeffersonnak, a Concord Records alapítójának beajánlotta.
Tania 1983-as Come With Me című albuma indította el nemzetközi áttörését. Az 1985-ös Made in New York című albuma pedig világszerte növelte népszerűségét.
Tânia Maria szinte minden fontos dzsesszfesztiválon játszott a világon, és számtalan televíziós és rádióműsorban szerepelt. Több mint 25 albumot rögzített, és 1985-ben Grammy-díjra jelölték. Fellépett a Monterey Jazz Fesztiválon 1981-ben, 1983-ban és 1989-ben, Saratoga Jazz Festivalon, JVC Jazz Festen 1991, Montreux Jazz Festivalon, New Orleans Jazz & Heritage Festivalon, Newport Jazz Festivalon 1975-ben, a Puerto Rico Heineken Jazzfesten 2001-ben, Máltai Jazz Fesztiválon 2003-ban, Novosadski Jazz Fesztiválon 2004-ben, a Belgium Jazz Middelheimen 2007-ben. Fellépett a North Sea Jazz Fesztiválon Hágában 1978-ban, és legalább 10 alkalommal visszatért oda.

## Albumok
1969: Apresentamos

1971: Olha Quem Chega

1977: Via Brasil

1977: Via Brasil, Vol. 2

1979: Live

1980: Piquant

1981: Taurus

1983: Come with Me

1984: Love Explosion

1984: The Real Tania Maria: Wild!

1985: Made in New York

1986: Lady from Brazil

1988: Forbidden Colors

1990: Bela Vista

1993: Outrageous

1993: The Best of Tania Maria

1995: No Comment

1995: Bluesilian

1997: Europe

2000: Viva Brazil

2002: Happiness

2002: Tania Maria Live

2003: Outrageously Wild

2004: Olha Quem Chega (új kiadás)

2005: Tania Maria in Copenhagen (& Niels-Henning Ørsted Pedersen)

2005: Intimidade

2005: Brazil & My Soul

2011: Tempo (& Eddie Gómez)

2012: Canto

## Díjak
- 1985: Grammy-díj jelölés − „Best Jazz Vocalist of the Year”

## Filmek
- 2008: Tanya Maria: The Beat of Brazil with Laurindo Almeida